# Maya Eizin Öijer
Maya Eizin Öijer, född 3 juni 1946, är en svensk konstnär verksam i Stockholm. Hon utbildade sig på Konstfack (1965–67), Kungliga Konsthögskolan (1967–72) samt på Tokyo University of the Arts i Japan (1979–81).
Hennes verk finns representerade på bland annat Moderna museet, Malmö museum, Norrköpings Konstmuseum, och Uppsala konstmuseum.
Tillsammans med sin make, poeten Bruno K. Öijer, medverkade Maya Eizin Öijer år 2011 i Vildmark 2 × Öijer, en film om själens landskap. Den producerades av Sveriges Television.